# Уэйтс, Гарри
Гарри (Джим) Уэйтс (англ. Harry "Jim" Waites; 8 июня 1878, Стокпорт, Большой Манчестер — октябрь 1938, Отли, Уэст-Йоркшир) — английский футбольный тренер. Наиболее известен в Нидерландах по работе с клубами «Бе Квик 1887», «Фризия 1883» и «Фейеноорд».

## Ранние годы
Гарри Уэйтс родился 8 июня 1878 года в английском городе Стокпорт, в семье Артура Уэйтса и Эммы Фестильд.
В молодости Гарри играл в регби.

## Карьера
Гарри Уэйтс служил в британском военно-морском флоте и во время Первой мировой войны попал в открытый лагерь для военнопленных в Нидерландах, также как футболист Арнольд Бёрч. В городе Гронингене Гарри стал оказывать услуги массажиста и даже давал объявления в местной газете. В 1916 году он стал тренером и массажистом в футбольном клубе «Бе Квик 1887», а через три года стал главным тренером. В сезоне 1919—1920 его команда выиграла национальный чемпионат.
В январе 1921 года Уэйтс стал тренером в клубе «Фризия 1883» из города Леуварден. В июне того же года Гарри замещал Фреда Уорбертона на посту главного тренера сборной Нидерландов. Под его руководством национальная команда провела всего один товарищеский матч против сборной Дании.
С 1924 года Уэйтс тренировал «Фейеноорд» из Роттердама, но из-за плохих результатов покинул клуб в 1925 году. После этого он вернулся в Англию и августе того же стал тренером регбийного клуба «Лисд РЛФК». Позже Гарри работал массажистом в крикетном клубе Йоркшира.

## Личная жизнь
Уэйтс был женат трижды. От брака с Тии Пасмы у него была дочь Хенриэтта Алида.

## Тренерские достижения
- Чемпион Нидерландов (1): 1919/20